# لينارت هايلاند
لينارت هايلاند (بالسويدية: Lennart Hyland)‏ هو صحفي ومقدم تلفزيوني سويدي، ولد في 24 سبتمبر 1919 في Tranås ‏ في السويد، وتوفي في 15 مارس 1993 في ستوكهولم في السويد.

## وصلات خارجية
- لينارت هايلاند على موقع IMDb (الإنجليزية)
- لينارت هايلاند على موقع قاعدة بيانات الأفلام السويدية (السويدية)